# Casa Campanini

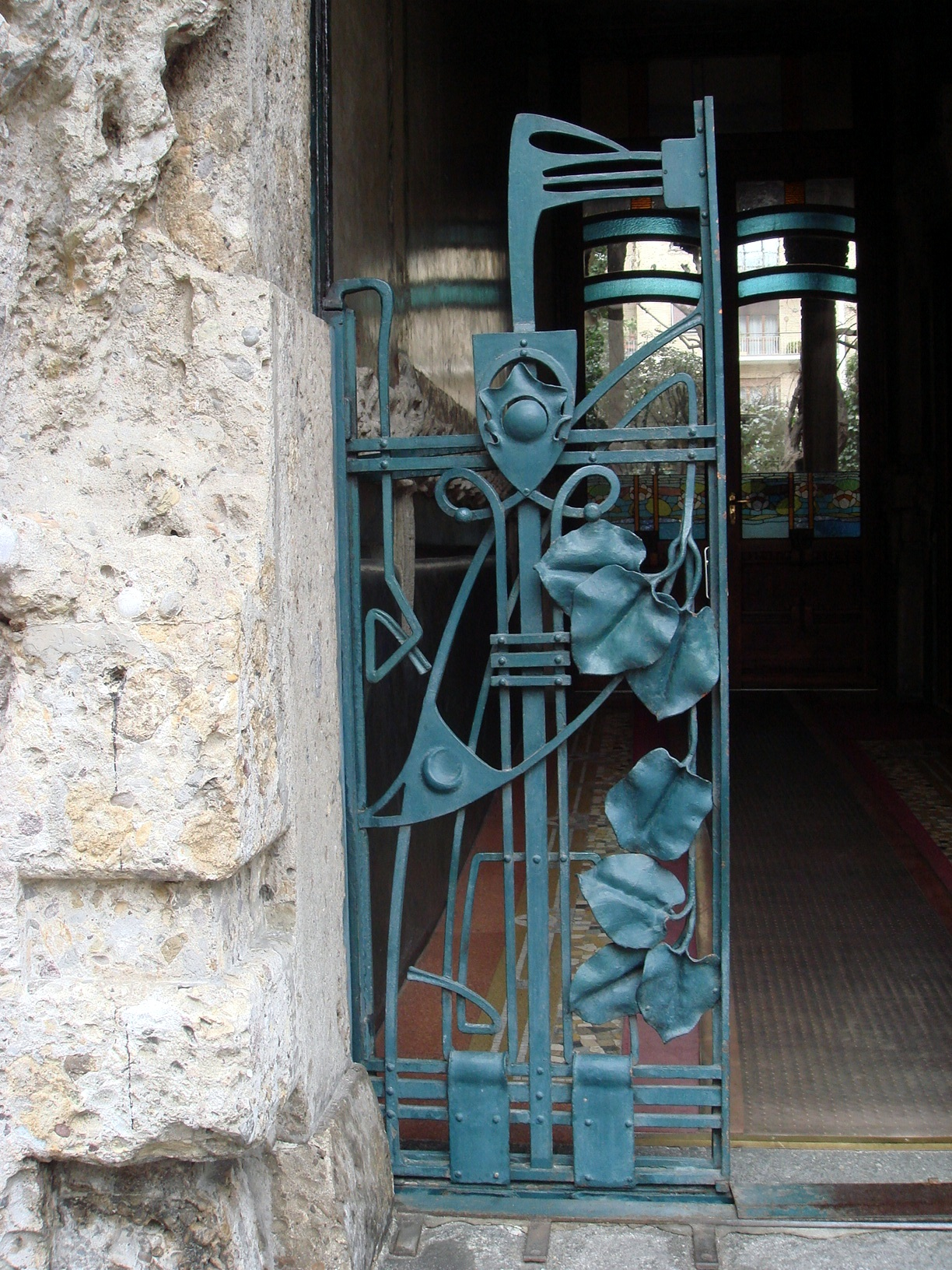
Cancello d'ingresso

Casa Campanini è un edificio in stile liberty di Milano situato in via Vincenzo Bellini al civico 11.

## Storia e descrizione
Il palazzo, edificato tra il 1904 e il 1906 dall'architetto Alfredo Campanini per diventare la sua residenza, assieme a Palazzo Castiglioni costituisce uno dei migliori esempi del liberty milanese.
Di immediato impatto sono le cariatidi che accompagnano l'ingresso, realizzate in cemento dallo scultore Michele Vedani: benché esse rappresentino un chiaro omaggio alle monumentali cariatidi del Sommaruga poste in origine all'ingresso di Palazzo Castiglioni, queste sculture esprimono una propria intima melanconia.
Il notevole cancello d'ingresso, in ferro battuto, disegnato dallo stesso Campanini e realizzato dal Mazzucotelli, riprende i motivi floreali tipici della decorazione liberty. La stessa eleganza formale si ritrova nei ferri battuti all'interno del palazzo e nella gabbia dell'ascensore. 

Il palazzo nel suo insieme, rispetto al più monumentale Palazzo Castiglioni, assume forme meno maestose, ma più attente alla vita quotidiana.
All'interno del palazzo si può notare la moltitudine di vetri policromi, fregi e affreschi tipici del gusto liberty; ancora conservati sono gli arredi originali e le ceramiche. 
Degni di nota sono anche il soffitto del porticato del cortile, in cui il tema floreale viene interpretato mediante disegni di mazzi di ciliegie rosse, e il lampadario in ferro battuto.
Allontanandosi dal palazzo, si può osservare meglio il disegno dei comignoli sul tetto, simili a pinnacoli di sabbia.